# Салымское нефтяное месторождение
Салымское месторождение — группа нефтяных месторождений в России. Расположено Нефтеюганском районе Ханты-Мансийского автономного округа в 30 км от поселка Салым. Открыто в 1965 году, полная эксплуатация начата в 1974 году. Начальные запасы нефти оцениваются в 150 млн тонн.
Месторождение относится к Западно-Сибирской нефтегазоносной провинции. Находится в пределах баженовской свиты — группы нефтематеринских горных пород и занимает площадь около 670 квадратных км. В Салымскую группу месторождений входят Западно-Салымское, Верхне-Салымское и Ваделыпское месторождения.
Оператором месторождения является российская нефтяная компания Салым Петролеум Девелопмент Н.В. В 2021 году компания отчиталась, что на группе месторождения была добыта 100-миллионная тонна нефти.